# Закон за запазване на импулса
Закон за запазване на импулса в класическата механика гласи:
Сумарният (пълният) импулс на една затворена механична система от тела се запазва, т.е. не се променя с времето.

## Извод на закона
Нека имаме 3 тела, които си взаимодействат, в изолирана система. Тогава сумата от всички вътрешни сили ще е:
{\displaystyle {\bar {F}}(t)={\bar {F}}_{1}(t)+{\bar {F}}_{2}(t)+{\bar {F}}_{3}(t)={\bar {F}}_{12}(t)+{\bar {F}}_{13}(t)+{\bar {F}}_{21}(t)+{\bar {F}}_{23}(t)+{\bar {F}}_{31}(t)+{\bar {F}}_{32}(t)=0}.
Равно е на 0, защото системата е изолирана и в нея действат само консервативни сили (в сила е закона на Нютон). Тогава:
{\displaystyle {\bar {p}}(t)={\bar {p}}_{1}(t)+{\bar {p}}_{2}(t)+{\bar {p}}_{3}(t)} е сумарното количество на движение на системата. Следователно ако:
{\displaystyle {\bar {F}}^{\prime }(t)=0\Rightarrow {d{\bar {(}}p) \over dt}(t)=0\Rightarrow {\bar {(}}p)=const}
с което законът за запазване на импулса е доказан.